# Odontocepheus hungaricus
Odontocepheus hungaricus är en kvalsterart som beskrevs av Sandór Mahunka 1991. Odontocepheus hungaricus ingår i släktet Odontocepheus och familjen Carabodidae. Inga underarter finns listade i Catalogue of Life.